# مسجد جامع فارسان
مسجد جامع فارسان مربوط به دوره قاجار است و در فارسان، میدان مسجد جامع شهر فارسان واقع شده و این اثر در تاریخ ۱۲ شهریور ۱۳۸۶ با شمارهٔ ثبت ۱۹۵۰۱ به‌عنوان یکی از آثار ملی ایران به ثبت رسیده است.